# 9428 Angelalouise
9428 Angelalouise este un asteroid din centura principală de asteroizi.

## Descriere
9428 Angelalouise este un asteroid din centura principală de asteroizi. A fost descoperit pe 26 februarie 1996 la Church Stretton de Stephen P. Laurie
. Asteroidul prezintă o orbită caracterizată de o semiaxă mare de 2,71 ua, o excentricitate de 0,18 și o înclinație de 17,6° în raport cu ecliptica.